# Natarajan Chandrasekaran

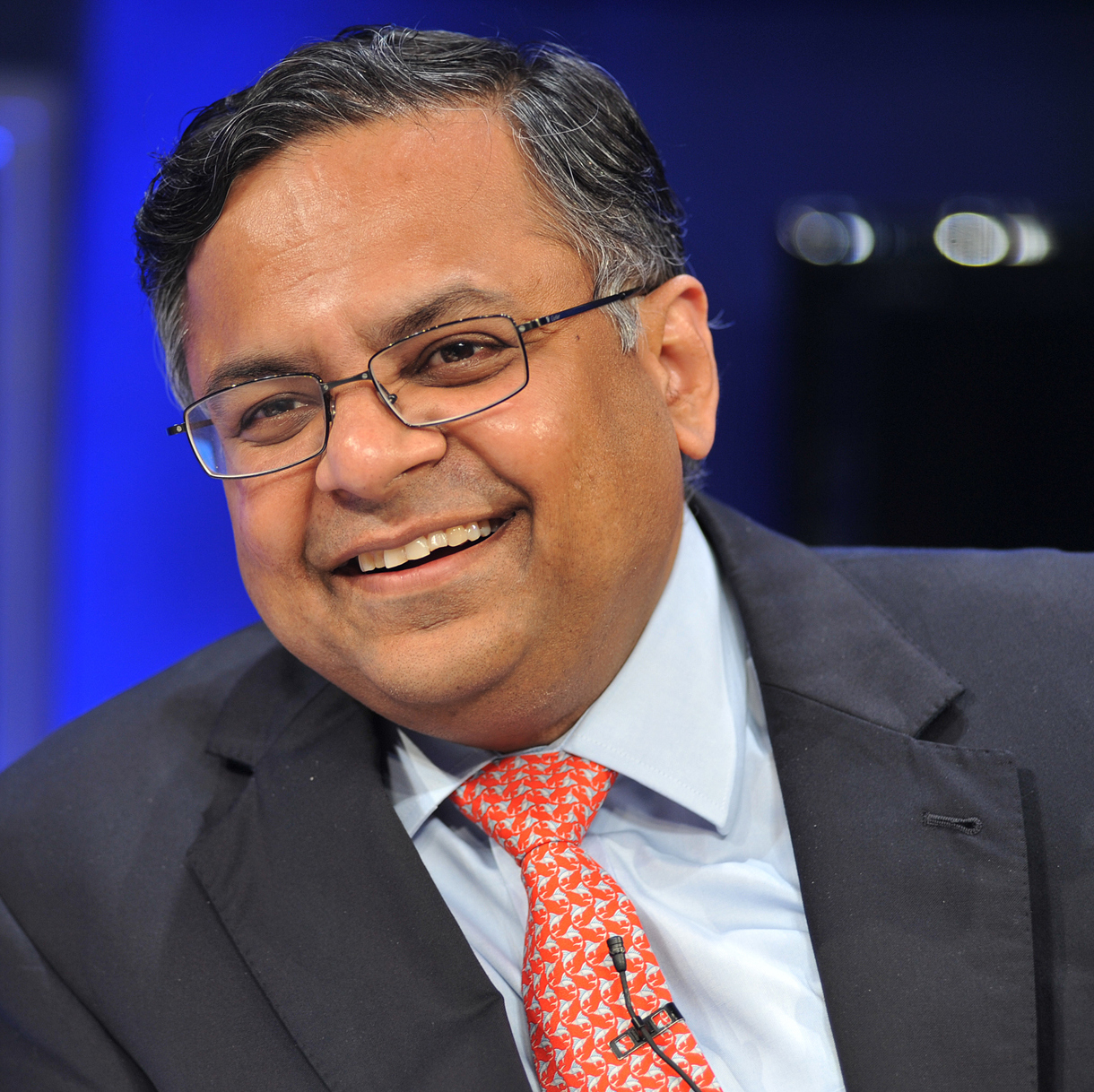
Natarajan Chandrasekaran (2011)

Natarajan Chandrasekaran (* 2. Juni 1963) ist ein indischer Manager und Chief Executive Officer der Tata-Gruppe. In Deutschland erlangte er durch die Bemühungen um die Fusion von Thyssen-Krupp mit Tata Steel Bekanntheit. Seit Oktober 2016 ist er Vorstandsmitglied von Tata Sons und wurde im Januar 2017 zum Vorsitzenden ernannt. In dieser Position fokussiert er die beträchtlichen Ressourcen des Konzerns zunehmend wieder in Indien.

## Leben
Chandrasekaran wuchs als Sohn eines Bauern im Dorf Mohanur in Tamil Nadu auf. Später studierte er Informatik am Regional Engineering College in Trichy. Über ein Studienprojekt kam er 1987 zu Tata Consultancy Services (TCS). Ein erfolgreiches Projekt für die US-Regierung im Jahr 1993 bedeutete für Chandrasekarans Karriere einen steilen Aufstieg, der ihn schließlich zum persönlichen Assistenten des damaligen neuen Vorstandsvorsitzenden, Subramaniam Ramadorai, machte. Er stieg bei TCS auf und wurde CEO und Geschäftsführer diese weltweiten Anbieters von IT-Services und Beratungsleistungen. Er baute TCS zum profitabelsten Teil des Konzerns aus. Zusammen mit den zugekauften Autofirmen Jaguar und Land Rover erwirtschaftete TCS den Löwenanteil des Konzerngewinns von Tata Sons. Seiner Ernennung zum Vorstandsvorsitzenden von Tata Sons 2017 ging ein Machtkampf zwischen den Eignern des Unternehmens und seinem Vorgänger, Cyrus Mistry, voraus, der in den folgenden Jahren vor Gericht fortgesetzt wurde.
Chandra hat mehrere Ehrendoktorwürden von führenden indischen und internationalen Universitäten erhalten darunter auch die Ehrendoktorwürde seiner Alma Mater des Regional Engineering College.

## Familie
Natarajan Chandrasekaran lebt mit seiner Frau Lalitha in Mumbai. Ihr Sohn Pranav studiert (Stand 2022). Chandrasekaran ist Hobby-Fotograf und Langstrecken-Marathonläufer. Im April 2017 lief er den London-Marathon und absolvierte danach die World Marathon Majors. Er ist Fan tamilischer Literatur.